# Proud Boys
Proud Boys (litt. « les garçons fiers ») est une organisation américaine néo-fasciste d'extrême droite, qui promeut notamment le suprémacisme blanc.
N'acceptant que les hommes parmi ses membres, elle défend et est impliquée dans des actes de violence politique aux États-Unis. Elle est fondée en 2016 à New York par Gavin McInnes, qui la décrivant comme une fraternité, ou un « club pour hommes ». Largement favorable à Trump, elle s'adresse aux hommes qui veulent « défendre les valeurs de l'Occident » et « refusent de s’excuser d’avoir créé le monde moderne ».
En 2021, le groupe est intégré à la liste des entités terroristes du ministère canadien de la sécurité publique. En septembre 2023, plusieurs de ses membres sont condamnés à la suite de l'assaut du Capitole, le 6 janvier 2021.

## Mouvement

### Origines

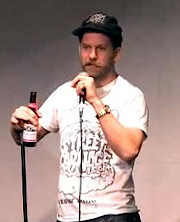
Le fondateur Gavin McInnes.

Le mouvement trouve ses origines en la personne de son fondateur Gavin McInnes, connu pour avoir cofondé le magazine Vice au Canada dans les années 1990 et autrefois connu comme « parrain » du mouvement hipster, avant qu'il ne quitte la rédaction de Vice en 2008. Au début des années 2010, dorénavant installé dans l'État de New York aux États-Unis, il anime des chroniques sur plusieurs sites Internet et dans des émissions de télévision à tendance conservatrice. Critique envers ce qu'il perçoit comme les excès du féminisme et du multiculturalisme, ses propos créent plusieurs fois la polémique, et il se retrouve ainsi accusé de sexisme, de xénophobie et de transphobie; mais son idéologie résonne également chez un public principalement composé de jeunes hommes conservateurs américains. Ainsi en 2016, pendant la campagne présidentielle américaine, il crée à New York l'organisation Proud Boys, entièrement masculine, vouée à « défendre l'Occident » et à favoriser l'élection du candidat républicain Donald Trump,,. Le groupe est très tôt actif sur les réseaux sociaux tels Facebook ou Twitter.

### Attributs du mouvement
Le nom du mouvement « Proud Boys » proviendrait d'une blague sur la chanson Proud of your Boy utilisée dans la comédie musicale Disney's Aladdin: The New Stage Musical jouée en 2011,.
La devise du mouvement est : « Nous glorifions les entrepreneurs, nous vénérons la femme au foyer, nous chérissons la liberté d’expression, nous aimons nos armes. ». Les membres reprennent d'autres slogans comme « West is the Best » soit « l'Occident est le meilleur », ou « Stand Back, Stand By » soit « reculez vous, tenez-vous prêts », en allusion à une phrase prononcée par Donald Trump lors d'un débat présidentiel.
Le mouvement n'a pas d'uniforme officiel mais utilise un polo noir de la marque Fred Perry. Le 25 septembre 2020, la marque prend la décision de ne plus vendre le polo aux États-Unis et au Canada.

### Composition
Le groupe affirme rejeter toute discrimination en fonction de la couleur de peau, la religion, l'orientation politique ou sexuelle; cependant, il n'admet pas de femmes dans ses rangs,. En effet, le groupe n'accepte comme membres que des hommes adultes et « biologiquement masculins » (biological men). Un document interne aux forces de l'ordre de l’État de Washington mentionne toutefois l'existence d'une organisation nommée Proud Boy Girls ou Proud Boys Girls, qui serait liée aux Proud Boys et composée de femmes soutenant l'idéologie du groupe.

### Hiérarchie des membres

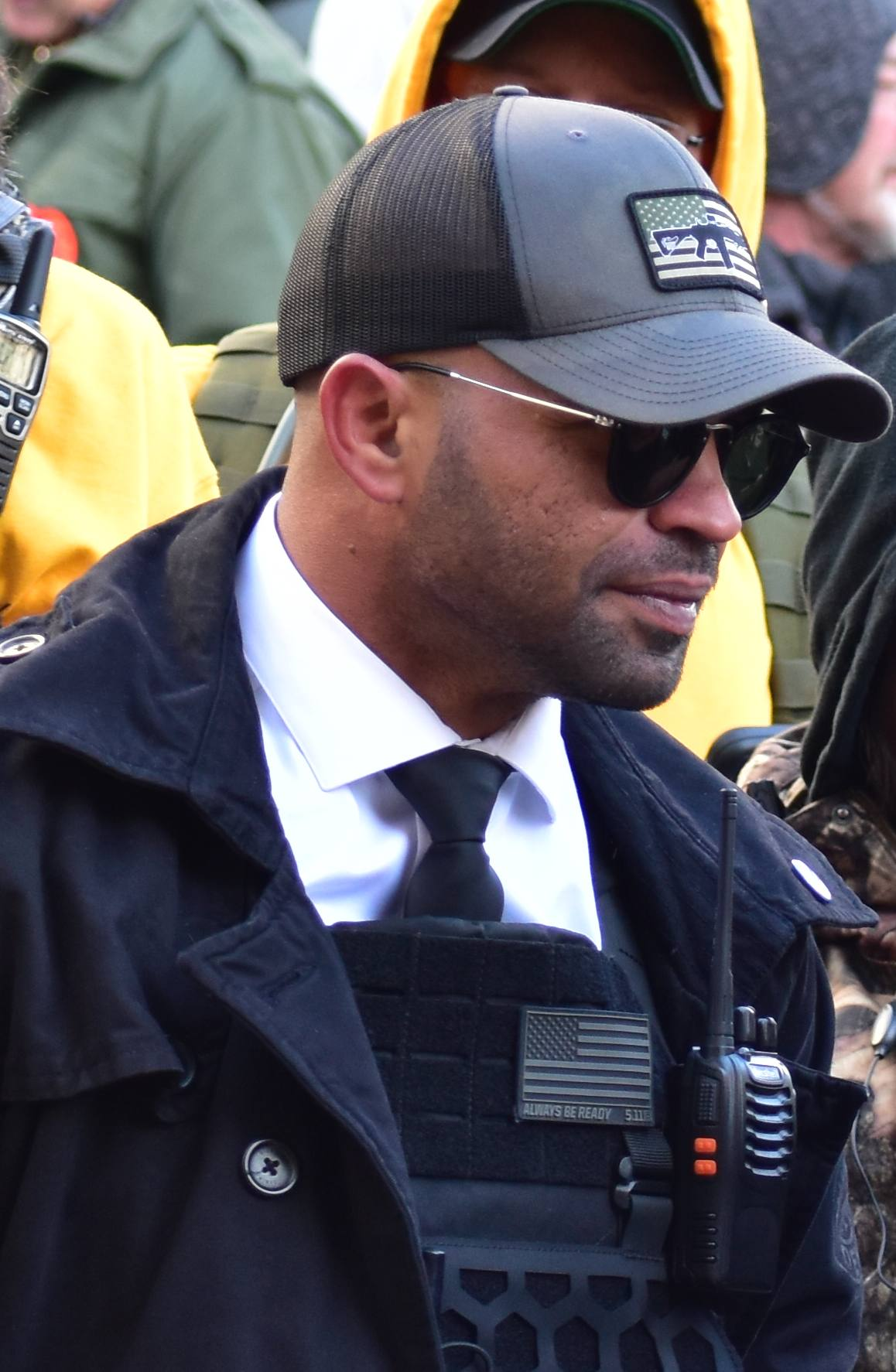
Enrique Tarrio, actuel leader des Proud Boys.

D'après l'association antiraciste Southern Poverty Law Center et des déclarations de Gavin McInnes, tout homme désirant devenir membre des Proud Boys doit suivre un rite d'initiation hiérarchisé en 4 degrés,, :
- Degré 1 : L'aspirant doit prononcer la phrase « I am a Western chauvinist who refuses to apologize for creating the modern world » (« Je suis un Occidental chauvin qui refuse de s'excuser pour la création du monde moderne »).
- Degré 2 : L'aspirant doit donner le nom de 5 marques de céréales pendant qu'il se fait rouer de coups par d'autres membres[14]. Ce rituel s'apparentant à du bizutage (McInnes dit s'être inspiré d'un « jeu » pratiqué dans son lycée[14]) aurait pour but, selon McInnes, d'évaluer la capacité de l'aspirant à « contrôler son adrénaline » et à se servir de ses facultés mentales même en situation délicate. Il explique : « Défendre l'Occident contre ceux qui veulent sa chute équivaut à se rappeler des noms de marques de céréales alors qu'on est sous le coup de dix poings. »[16]
- Degré 3 : L'aspirant doit se faire tatouer le logo des Proud Boys et « renoncer à la masturbation ».
- Degré 4 : Le degré 4 est obtenu après participation à des combats « pour la cause », contre des groupes d'extrême gauche ou antifascistes[6].

Le groupe est mené par son fondateur Gavin McInnes jusqu'à son départ de l'organisation. Henry « Enrique » Tarrio, chef d'entreprise cubano-américain et membre au 4e degré, reprend alors la direction du groupe,,.

### Localisation
Créé à New York, le groupe est installé, par le biais d'antennes locales, dans plusieurs États des États-Unis. Il revendique également une présence au Canada (où il est considéré par le ministère de la Sécurité publique comme entité terroriste depuis février 2021) en Australie, en Israël ainsi qu'au Japon.

### Positionnement politique
Le mouvement des Proud Boys propose de nombreuses mesures[Lesquelles ?] (liées au port des armes notamment) qui le classent dans l'extrême droite américaine. Ses membres, selon son fondateur Gavin McInnes, sont à « 99 % des soutiens de Donald Trump »
En 2021, à la suite de l'assaut du Capitole, l'organisation décide de concentrer ses efforts à l’échelon local, notamment auprès des conseils scolaires et conseils municipaux. Des manifestations sont ainsi organisées lors des conseils scolaires pour protester contre le masque à l’école ou en faveur du retrait des bibliothèques scolaires d’ouvrages évoquant les questions LGBT.
Les positions du mouvement amènent de nombreuses sources à le désigner comme néo-fasciste,,,,,.

### Liens avec Donald Trump
Le fondateur Gavin McInnes affirme que les membres du groupe sont à « 99 % des soutiens de Donald Trump ». Les Proud Boys font l'actualité nationale à la suite du débat présidentiel du 29 septembre 2020 opposant les deux candidats Donald Trump et Joe Biden, lorsque le modérateur demanda à Trump s'il était prêt à condamner les suprémacistes blancs ; le candidat répondit simplement « Proud Boys, mettez-vous en retrait, tenez-vous prêts » (OK Proud Boys, stand back, stand by),,. Cette phrase fut interprétée comme un appel du pied aux Proud Boys, notamment par des membres importants de l'organisation, qui ont repris « Stand Back, Stand By » comme un slogan. Visé par la polémique, Donald Trump déclara plus tard ignorer l'existence des Proud Boys, avant de les appeler à « laisser la police faire son travail »,.

## Polémiques

### Université de New York
En février 2017, McInnes se rend à l'université de New York pour un discours, accompagné par une dizaine de Proud Boys. Des antifascistes attendent les Proud Boys et des échauffourées ont lieu. Un membre des Proud Boys aurait encouragé les autres à se battre contre les « pédés en noir qui vont nous empêcher de rentrer [dans l'université] ». Ce dernier sera arrêté peu après pour avoir frappé un journaliste. En tout, onze personnes seront arrêtées[réf. à confirmer].

### Arrestation de Kyle Chapman
Durant une manifestation pro-Trump, la « March 4 Trump (en) », l'un des manifestants, identifié comme étant Kyle Chapman, est aperçu et filmé en train de frapper un contre-manifestant sur la tête. Les images de Chapman deviennent virales et les Proud Boys organisent une collecte de dons pour payer sa caution après son arrestation. Peu après, McInnes invite Chapman à s'impliquer aux côtés des Proud Boys. Ce dernier fonde alors la branche paramilitaire des Proud Boys, nommée Fraternal Order of the Alt-Knights (« Ordre Fraternel des Alt-Chevaliers » - pour « chevaliers de l'alt-right »).

### Perturbation d'une manifestation des peuples autochtones à Halifax
Le 1er juillet 2017, 5 militaires des forces armées canadiennes, s'autoproclamant membres des Proud Boys, perturbent une manifestation autochtone lors des célébrations du Canada Day à Halifax. Les militaires, qui n'étaient pas en service lors de l'évènement, sont suspendus le temps d'une enquête sur leurs agissements.

### Incidents à Manhattan et départ de Gavin McInnes
Le 12 octobre 2018, Gavin McInnes prend part à une « reconstitution historique » de l'assassinat d'Inejiro Asanuma, suivie d'un discours, au Metropolitical Republican Club, lieu de rencontre de sympathisants républicains à Manhattan, New York,. L'événement est organisé cinquante-huit ans jour pour jour après qu'Asanuma, alors chef du Parti socialiste japonais, a été assassiné par Otoya Yamaguchi, un étudiant appartenant à l'ultradroite nationaliste japonaise. Après le discours de McInnes, une rixe éclate devant le Metropolitical Republican Club. Selon la police de New York, l'incident serait survenu après que des militants masqués, se réclamant du groupe Antifa, auraient lancé une bouteille en plastique sur un groupe de personnes (dont des Proud Boys) venues assister au discours. Plusieurs Proud Boys et militants antifascistes sont alors recherchés par la police,.
Le mois suivant, alors que l'enquête sur les violences à Manhattan se poursuit, un document interne aux forces de l'ordre de l'État de Washington circule sur Internet, rapportant que le FBI aurait classé les Proud Boys comme un « groupe extrémiste ayant des relations avec le nationalisme blanc »,,, information qui sera plus tard démentie par le FBI. L'information fait écho dans la presse américaine, et le 21 novembre 2018 (soit deux jours après la publication du document) Gavin McInnes annonce publiquement son départ des Proud Boys. Il précise cependant que sa décision repose sur l'avis de ses conseillers juridiques et des forces de l'ordre, et a pour unique but d'alléger la peine de sept Proud Boys jugés pour leur participation aux violences du 12 octobre ; il déclare « cela montrera aux jurés qu'ils n'ont pas affaire à un gang et que personne n'est aux commandes » et insiste qu'il n'a « jamais été le chef du groupe, seulement son fondateur ».
En décembre 2018, lors d'une conférence de presse, un agent du FBI déclare que, contrairement à ce qui a été rapporté dans la presse, le FBI n'a pas classé les Proud Boys comme « groupe extrémiste ayant des relations avec le nationalisme blanc » et qu'il s'agit d'un malentendu entre le FBI et les forces de l'ordre. Selon l'agent, le FBI ne catalogue pas les groupes et a uniquement « essayé d'évaluer la menace potentielle venant d'individus appartenant au groupe ».

### Poursuites judiciaires contre le SPLC
En février 2019, soit plus de trois mois après avoir quitté Proud Boys, Gavin McInnes attaque en justice l'association antiraciste américaine Southern Poverty Law Center pour « diffamation », l'association ayant par le passé désigné les Proud Boys comme un groupuscule « d'incitation à la haine », et déclaré que le groupe, ainsi que McInnes, tiendraient un discours misogyne et anti-musulmans,. Selon McInnes, ces affirmations — qu'il rejette — auraient personnellement porté atteinte à sa carrière et sa réputation, et auraient en partie causé son départ des Proud Boys.

### Arrestation et condamnation d'Enrique Tarrio
Le 4 janvier 2021, à la veille de deux journées d’action pro-Trump, le leader Enrique Tarrio est arrêté pour des faits remontant à décembre 2020: il avait revendiqué la destruction le 12 décembre de la bannière Black Lives Matter d’une église afro-américaine.
Le 23 août 2021, il est condamné pour cet acte à 155 jours de prison et une amende de 1 000 dollars. Il est aussi condamné à verser 347 dollars de dommages et intérêts à l'église vandalisée.
Reconnu coupable début mai de « conspiration séditieuse » pour son rôle central dans l’assaut du Congrès américain, Enrique Tarrio est condamné le 5 septembre 2023 à vingt-deux ans de prison,.

### Assaut du Capitole par des partisans de Donald Trump
De nombreux membres des Proud Boys participent à l'assaut du Capitole le 6 janvier 2021. Le 20 janvier 2021, Joseph Randall Biggs, un des leaders, est arrêté en Floride. Le 8 février 2021, 11 membres des Proud Boys ont été arrêtés au total dans le cadre de l’enquête du FBI.
Plusieurs membres de ce groupe sont mis en examen le 20 mars 2023 dans cette affaire.
Le 4 mai 2023, 4 membres donc l'ancien chef, Enrique Tarrio, sont reconnus coupables de sédition et 1 de vol d’une propriété de l’État.